# Hendrik Tabak
Hendrik Tabak (Amsterdam, 19 juni 1900 – aldaar, 25 januari 1974) was een Nederlands zakenman en miljonair. Hij was eigenaar van parkeergarages en talloze woningen in Amsterdam.
Tabak zou op 12-jarige leeftijd al door zijn vader met een groentekar naar de Haarlemmerdijk zijn gestuurd om groente te venten. Toen hij achttien was kocht hij zijn eigen paard en wagen. Tijdens de Tweede Wereldoorlog zou hij al in 1940 banden met de Duitse bezetter hebben aangeknoopt. Hij dreef destijds een groentewinkel.
Na de oorlog werd Tabak op 31 juli 1945 gearresteerd, op verdenking van collaboratie. Hij werd geïnterneerd op Texel en voor zijn bedrijf - omschreven als im- en exporthandel in aardappelen groente en fruit, en garage - werd een bewindvoerder aangesteld. Op 27 november 1946 moest hij in het kader van de bijzondere rechtspleging terechtstaan voor het Tribunaal, op beschuldiging van optreden als inkoper voor de Duitse bezetter en het leveren van groente, en het naar zijn garage lokken van Duitse auto-colonnes. Tijdens de oorlog zou zijn vermogen met 320 duizend gulden zijn toegenomen.
Na zijn vrijlating handelde Tabak in schadeauto's, maar zijn voornaamste bezigheid was het opkopen van panden. Vooral in een stukje Amsterdamse binnenstad tussen Nieuwezijds Voorburgwal en Singel bezat hij tientallen panden, die hij liet doorbreken zodat grote parkeergarages ontstonden.

In 1962 probeerden mannen die zich uitgaven voor leden van de OAS Tabak vijftienduizend gulden af te persen. De daders zijn nooit gevonden.
Tabak liet zich in de jaren zestig in Parijs voorlichten over parkeergarages en gaf Piet Zanstra opdracht voor het ontwerpen van een parkeergarage aan de Spuistraat op de plaats waar in januari 1963 een deel van zijn panden was afgebrand.

## Europarking
Naast de opdracht voor de garage aan de Spuistraat kreeg Zanstra opdracht voor een grotere garage aan de Marnixstraat, thans bekend als Europarking. Toen deze garage in juli 1972 werd geopend liet het gemeentebestuur verstek gaan, waarschijnlijk omdat wethouder Han Lammers niet te spreken was over de praktijken van huisjesmelker Tabak.
De garage werd een enorme strop voor Tabak. Enkele maanden na de opening was de bezettingsgraad gedaald tot 2%, wat een verlies van tweeduizend gulden per dag veroorzaakte. Tabak probeerde de garage te verkopen, dreigde met sluiting, en vroeg de gemeente Amsterdam een parkeerverbod in te stellen voor de omgeving van de garage. Ook wilde hij graag een vergunning voor een was- en doorsmeerstation.

## Veroordeling
Tabak verhuurde zijn verwaarloosde huizenbezit - onder andere in de Jordaan - en vroeg daarbij sleutelgeld, ook van mensen die niet in aanmerking konden komen voor een woonvergunning. Wegens deze praktijk werd hij eind 1972 veroordeeld tot een boete van 25 duizend gulden, waarvan 5 duizend voorwaardelijk. De eis was een half jaar gevangenisstraf. Tabak ging tegen het vonnis in beroep en werd een jaar later veroordeeld tot twee maanden onvoorwaardelijke gevangenisstraf. Maar nog voor het vonnis ten uitvoer kon worden gelegd werd Tabak op 18 januari 1974 in een van zijn panden aan de Spuistraat overvallen en beroofd van zijn portefeuille met daarin drieduizend gulden. Hij werd met verwondingen naar een ziekenhuis overgebracht en overleed een week later op 73-jarige leeftijd aan de gevolgen van deze overval. Het Vrije Volk merkte op dat Tabak een groot aantal vijanden moest hebben gehad. Begin april van dat jaar wijdde de Haagse Post vijf pagina's aan het 50-jarige "schrikbewind" van huisjesmelker Tabak, wiens jaarinkomen uit huizenbezit werd geschat op minimaal 540 duizend gulden.
Een deel van zijn bezit was destijds gekraakt. De panden tussen de Nieuwezijds Voorburgwal en de Spuistraat, tegenover het voormalig kraakpand Vrankrijk, vallen tegenwoordig op door hun bontgekleurde muurschilderingen en staan bekend als de Tabakspanden. Sinds april 2008 is woningbouwvereniging De Key eigenaar.

## Privé
Tabak was gehuwd en woonde aan de Zuidelijke Wandelweg 33.